# 418 a. C.
El año 418 a. C. fue un año del calendario romano prejuliano. En el Imperio romano se conocía como el Año del Tribunado de Fidenas, Axila y Mugilano (o menos frecuentemente, año 336 Ab urbe condita).

## Acontecimientos
- Esparta, bajo el mando de los reyes Agis II y Plistoanacte, derrota a la coalición de Atenas, Argos, Elide y Mantinea en esta última ciudad de Arcadia.
- Hipérbolo es desterrado de Atenas a instigación de Nicias y Alcibíades. Fin del Ostracismo.

## Nacimientos
- Epaminondas, general tebano, responsable, junto con Pelópidas, de la edad de oro de Tebas (fecha aproximada; m. 362 a. C.)

## Fallecimientos
- Laques, estratega ateniense.